# Anfallet mot Archangelsk
Anfallet mot Arkhangelsk från juni till augusti 1701 var en svensk misslyckad sjöoperation under det stora nordiska kriget, där svenskarna hade som mål att förstöra Rysslands enda hamn Archangelsk vid Vita havet och förhindra all rysk sjöhandel.
Beslutet om anfallet togs av greve Fabian Wrede och statssekreteraren Samuel Åkerhielm. Kapten Carl Henrik von Löwe ledde den svenska expeditionen. Eskadern som lämnade Göteborg bestod av:
- Warberg (fregatt, 42 kanoner)
- Älvsborg (fregatt, 42 kanoner)
- Marstrand (fregatt, 26 kanoner)
- Falken (galliot, 6 kanoner)
- Töfva-lite (galliot, 4 kanoner)
- Mjöhunden (snau, 6 kanoner)